# William de Ros, III barón de Ros
William Ros, III barón Ros de Helmsley (19 de mayo de 1329 – c. 3 de diciembre de 1352) fue un comandante militar bajo el mando de Eduardo de Woodstock, llamado el Príncipe Negro. Este príncipe fue quien le nombró caballero en 1346, después de haberle ayudado a levantar el sitio de Aiguillon. Ese mismo año, Ros fue uno de los señores que lideraron la segunda división en la batalla de Crécy, y más tarde lideró la cuarta división del ejército inglés contra los escoceses en Neville's Cross, donde capturaron a David Bruce y muchos otros nobles.
También en 1346, fue con el Príncipe Negro al sitio de Calais, que sería tomado por los ingleses. El 13 de julio, William Ros fue nombrado Knight Bachelor.
En 1352, acompañó a Enrique de Grosmont, duque de Lancaster, en su viaje a Prusia, pero falleció durante su misión, antes de la Fiesta de San Miguel, y fue enterrado lejos de su tierra. Fue sucedido en su título por su hermano, Thomas de Ros, IV barón de Ros.

## Matrimonio
William Ros se casó, en torno al 28 de agosto de 1339, con Margaret Neville (m. mayo de 1372), hija de Ralph Neville, II barón Neville, con quien no tuvo descendencia.
Su viuda volvió a casarse con Henry Percy, I conde Northumberland.